# Ted MacDougall
Pour les articles homonymes, voir MacDougall.
Edward John « Ted » MacDougall (né le 8 janvier 1947 à Inverness en Écosse) était un joueur et maintenant entraîneur de football écossais.
Il entraîne actuellement l'équipe américaine des Atlanta Silverbacks.
MacDougall fut un buteur prolifique qui évolua dans huit équipes, inscrivant 256 buts en 535 matchs de League. Il joue sept matchs avec l'équipe d'Écosse.
Lors d'un match de FA Cup avec Bournemouth, en novembre 1971, Il inscrit 9 buts lors d'une victoire 11-0 contre Margate. Il formait un duo célèbre avec son partenaire Phil Boyer dans quatre de ses clubs.

## Palmarès
AFC Bournemouth
- Meilleur buteur du Championnat d'Angleterre de football D3 (1) :
  - 1972: ? buts.

Norwich City FC
- Meilleur buteur du Championnat d'Angleterre de football (1) :
  - 1976: 23 buts.